# Yehoshua Robert Büchler
Yehoshua Robert Büchler (Topoľčany, 1º gennaio 1929 – Israele, 14 agosto 2009) è stato uno storico ceco naturalizzato israeliano, superstite dell'Olocausto.

## Biografia
Robert Büchler nasce in Slovacchia nel 1929. Nel settembre 1944 a 15 anni è deportato con i genitori e la sorella nel campo di concentramento di Auschwitz, dove viene selezionato per il lavoro coatto. Il 23 gennaio 1945 giunse al campo di concentramento di Buchenwald sopravvivendo anche alla marcia della morte con la quale migliaia si prigionieri furono evacuati nell'imminenza dell'arrivo delle truppe sovietiche. A Buchenwald fu ospitato nella famosa baracca 66, retta da Antonín Kalina, dove la resistenza politica attiva al campo riuscì a concentrare i numerosi minori che vi arrivavano negli ultimi mesi della guerra. Poco ore prima della liberazione è tuttavia inserito ancora una volta in una marcia della morte, dalla quale riesce però a fuggire nelle vicinanze di Eisenberg (Turingia). Tornato nella sua casa in Slovacchia, vi trovò solo due zii sopravvissuti di tutta la sua numerosa famiglia. Nel 1949 decise di emigrare in Israele dove fu tra i fondatori del Kibbutz "Lahavot Haviva" insieme ad un altro centinaio di superstiti dell'Olocausto.
Come storico della Shoah pubblicò diverse opere sulla storia degli ebrei in Slovacchia. Fu anche tra i primi a richiamare l'attenzione degli specialisti e del pubblico sulla vicenda dei bambini di Buchenwald che avevano trovato rifugio nella baracca 66.
Fu membro di vari comitati e fondazioni costituitisi nel dopoguerra in memoria dei deportati del campo di concentramento di Buchenwald.
Muore nel 2009 nel kibbutz "Lahavot Haviva" da lui fondato in Israele.

## Opere
- Yehoschua Robert Büchler, The Jewish Community in Slovakia Before World War II, 1992
- Yehoschua Robert Büchler, Topolčany: The Story of a Perished Ancient Community, 1995

## Onorificenze
- Ordine al merito dello Stato libero di Turingia, conferito conferito l'8 aprile 2009 per l'eccezionale impegno per la memoria e la riconciliazione.

"Con la sua incorruttibile franchezza e la sua autorità morale, Robert Büchler è noto nel mondo come consulente e modello di comportamento. Il suo impegno per tutta la vita e gli straordinari contributi alla memoria e alla riconciliazione gli hanno dato il rispetto di molte persone. La sua appartenenza alle fondazioni Buchenwald e Mittelbau-Dora è solo uno dei tanti esempi del suo impegno a mantenere la memoria nello spirito di riconciliazione."
- Dagmar Schipanski , presidente del Landtag della Turingia, 18 agosto 2009. 